# 八幡神社 (富士見市下南畑)
八幡神社（はちまんじんじゃ）は、埼玉県富士見市の神社。

## 歴史
創建の年代については、以下の説ある。
1. 応永年間（1394年 - 1428年）に創建された説（『埼玉縣史』より）
2. 天文年間（1532年 - 1555年）に難波田城の城主によって創建された説（『新編武蔵風土記稿』より）
3. 天正年間（1573年 - 1592年）に難波田城の城主によって創建された説（『神社明細帳』より）
4. 1400年（応永7年）に第3代鎌倉公方の足利満兼が当地を社領として鶴岡八幡宮に寄進し、その分霊を勧請した説

1872年（明治5年）、近代社格制度に基づく「村社」に列せられ、1912年（大正元年）の神社合祀により周辺の9社が合祀された。

## 文化財
- 南畑八幡神社獅子舞（富士見市指定無形民俗文化財 昭和58年6月20日指定）[2]
- 南畑八幡神社鰐口（富士見市指定有形文化財 平成13年2月8日指定）[3]

## 交通アクセス
- みずほ台駅より徒歩11分。